# Eleanor Powell
Eleanor Torrey Powell (Springfield (Massachusetts), 21 november 1912 - Beverly Hills (Californië), 11 februari 1982) was een Amerikaans actrice en danseres.

## Biografie
Powell danste al sinds haar jeugd en werd op elfjarige leeftijd ontdekt door de eigenaar van een revuetheater. Toen ze zeventien jaar was maakte ze de stap naar Broadway, waar ze de hoofdrollen vertolkte in verscheidene musicals. In 1928 trad ze er voor het eerst op in de revue The Optimists. Ze groeide in mum van tijd uit tot een befaamde optreder, die de bijnaam 'The world's greatest tap dancer' (beste tapdanseres ter wereld) kreeg.
Al aan het begin van de jaren 1930 trad Powell op als koormeisje in verschillende musicalfilms. In 1935 brak ze door met haar eerste hoofdrol, onder contract van Metro-Goldwyn-Mayer. Ze werd aangemoedigd door collega Ann Miller om zich te richten op een filmcarrière. Al snel volgden rollen in meer uitbundige musicalfilms, die allen uiterst winstgevend bleken. MGM ging in de jaren 1930 bijna failliet, maar zou door de films van Powell uit die gevarenzone zijn gehaald.
Powell tapdanste in vrijwel al haar films. Haar zangscènes werden daarentegen altijd nagesynchroniseerd. Het hoogtepunt uit haar carrière kwam in 1940, toen ze naast Fred Astaire te zien was in Broadway Melody of 1940. De scène 'Begin the Beguine' daaruit wordt door verscheidene critici erkend als de beste tapdansscène uit de geschiedenis van de film. Filmhistorici schreven dat Powell de enige danseres was bij wie Astaire in de schaduw stond.
Vlak na de première van deze film moest Powell een operatie ondergaan. Hierna ging het bergafwaarts met haar populariteit. Ze kreeg steeds kleinere rollen in films en liep steeds meer filmrollen mis, waaronder de hoofdrol in For Me and My Gal (1942). Na een cameo in Thousands Cheer (1943) verliet ze MGM. Later dat jaar trouwde ze met Glenn Ford. Toen ze een zoon kreeg, Peter Ford, besloot ze om met pensioen te gaan. Ze maakte nog een eenmalig uitstapje naar de studio, voor een cameo in Duchess of Idaho (1950).
Powell maakte later nog carrière in de televisieindustrie en ze sloot zich aan bij de Unity Church. Vlak na haar scheiding van Ford in 1959, opende ze haar eigen nachtclub, die veel publiciteit kreeg. In 1981 maakte ze haar laatste openbare verschijning, toen ze een eerbetoon van Astaire bijwoonde. Bij haar binnenkomst ontving ze een staande ovatie. Ze overleed een jaar later, op 69-jarige leeftijd, aan kanker.

## Filmografie
- Biblioteca Nacional de España: XX1688116
- Bibliothèque nationale de France: cb125065302 (data)
- Gemeinsame Normdatei: 119420465
- International Standard Name Identifier: 0000 0001 0902 8489
- Library of Congress Control Number: n85376788
- MusicBrainz: d0aca9bb-3aa9-4de6-bb24-f622cc9c0c72
- Nationale Bibliotheek van Israël: 987007457681205171
- Nationale Bibliotheek van Polen: a0000003414486
- SNAC: w6jd9jm1
- Virtual International Authority File: 54338011
- WorldCat: E39PBJr7WYFd7FdkdTJvxqR3Qq